# Retsmedicinsk Institut
Retsmedicinsk Institut løser opgaver for myndigheder og retsvæsenet i Danmark, Grønland og på Færøerne i form af analyser og undersøgelser, fx obduktioner, personundersøgelser, DNA-undersøgelser i sager om faderskab, familiesammenføring og straffesager, kemiske analyser i alkohol- og narkosager. Instituttet består af Retsgenetisk Afdeling, Retskemisk Afdeling, Retspatologisk Afdeling samt Administrationen. Instituttet ledes af institutleder og professor Niels Lynnerup og består af en administration og tre faglige afdelinger, der arbejder med retskemi, retsgenetik og retspatologi. Instituttet er beliggende ved Københavns Universitet.